# Kabusan-ji

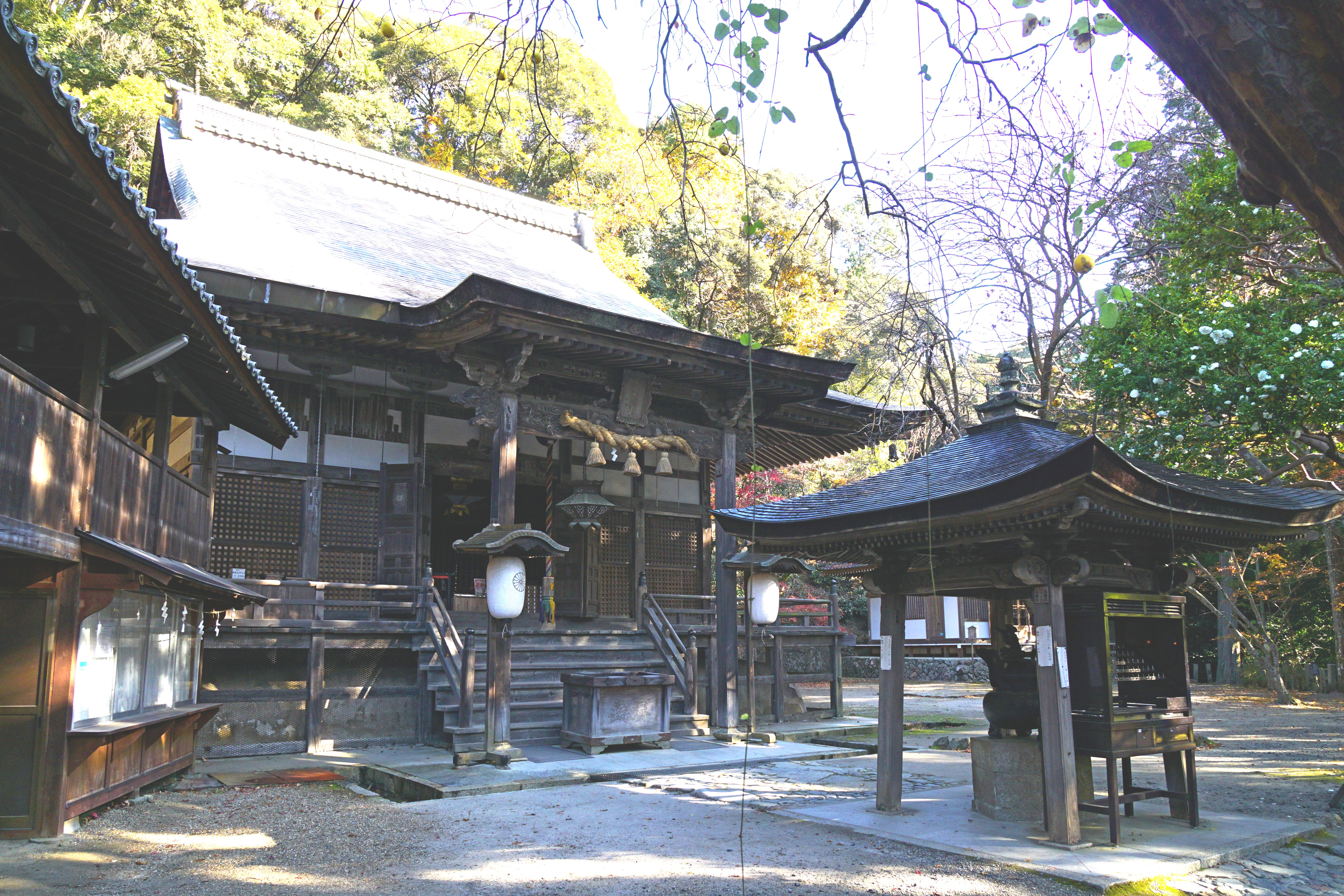
Haupthalle

Der Kabusan-ji (japanisch 神峯山寺) mit dem Bergnamen Kompon-zan (根本山) ist ein Tempel der Tendai-Richtung des Buddhismus in Takatsuki (Präfektur Osaka). Er ist der 14. Tempel des Neuen Saigoku-Pilgerwegs.

## Geschichte

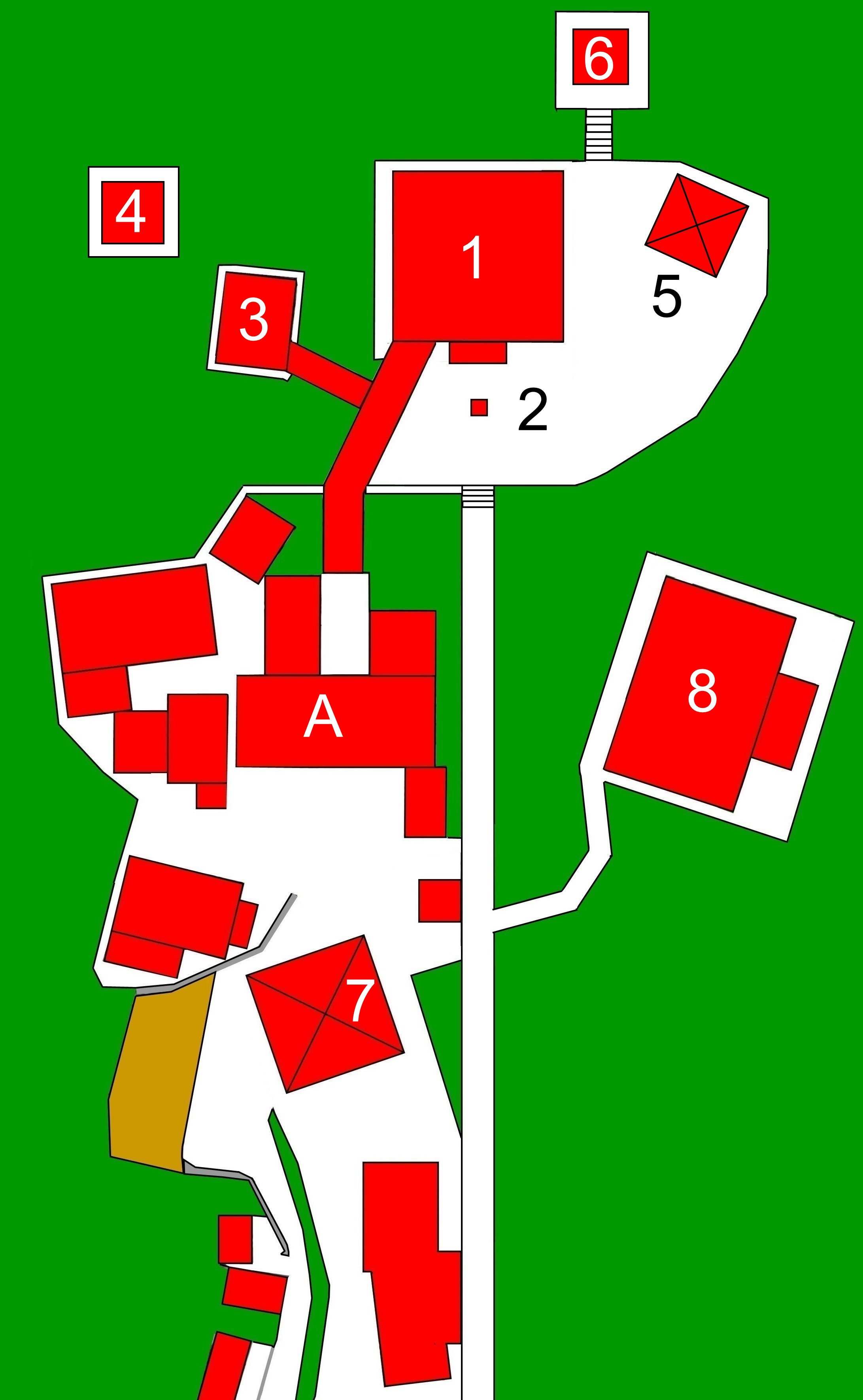
Plan des Tempels (s. Text)

Ursprünglich war es En no Gyōja, der auf der Wanderung durch  die Berge im Norden eine fünffarbige Wolke sah, die ihn hin zu diesem Platz führte. Aus dem Holz eines heiligen Baumes schnitze er die Figur des heiligen Bishamon, die dann, es war das Jahr 697, an diesem Ort verehrt wurde. Später, am Ende der Nara-Zeit beauftragte Kaiser Kōmei den Priester Kaijō (開城), den Tempel zu übernehmen. Er baute den Tempel zu einer vollständigen Anlage (七堂伽藍 Shichidō garan) aus und legte 21 Klausen an. Der kaiserliche Hof war sehr beeindruckt und erhob diesen Tempel zu einem Gebetstempel der Kaiser.

## Anlage
Man betritt die Tempelanlage durch das am Fuße der Anhöhe gelegene Tempeltor (山門 Sanmon), das hier als Niō-Tor (仁王門) mit den beiden Tempelwächtern rechts und links vom Durchgang ausgeführt ist. Auf halber Höhe passiert man auf der linken Seite das Kejō-in (化城院; im Plan 7), auf der rechten Seite, von Bäumen umgeben, steht das Reihō-in (嶺峰院; 8). Man steigt dann weiter hoch zur Haupthalle (本堂 Hondō; 1) mit dem Wasserbecken (2) davor. Auf der linken Seite, hinter dem Zugang vom Abt- und Mönchbereich (A), steht die Kannon-Halle (観音堂, Kannon-dō; 3) und dahinter weiter oben der Glockenturm (鐘楼 Shōrō; 4). Rechts von der Haupthalle finden wir die Shaka-Halle (釈迦堂 Shaka-dō; 5) und über eine Treppe erreicht den Kaisan-Pavillon (開山堂; 6), der dem Tempelgründer gewidmet ist.
Der Tempel ist bekannt für sein schönes Herbstlaub.

## Tempelschätze
Hauptkultfigur ist der heilige Bishamon. Zwei Kannon-Skulpturen und ein Amida-Buddha (阿弥陀如来像 Amida nyorai zō) sind als Wichtige Kulturgüter Japans registriert.

## Bilder

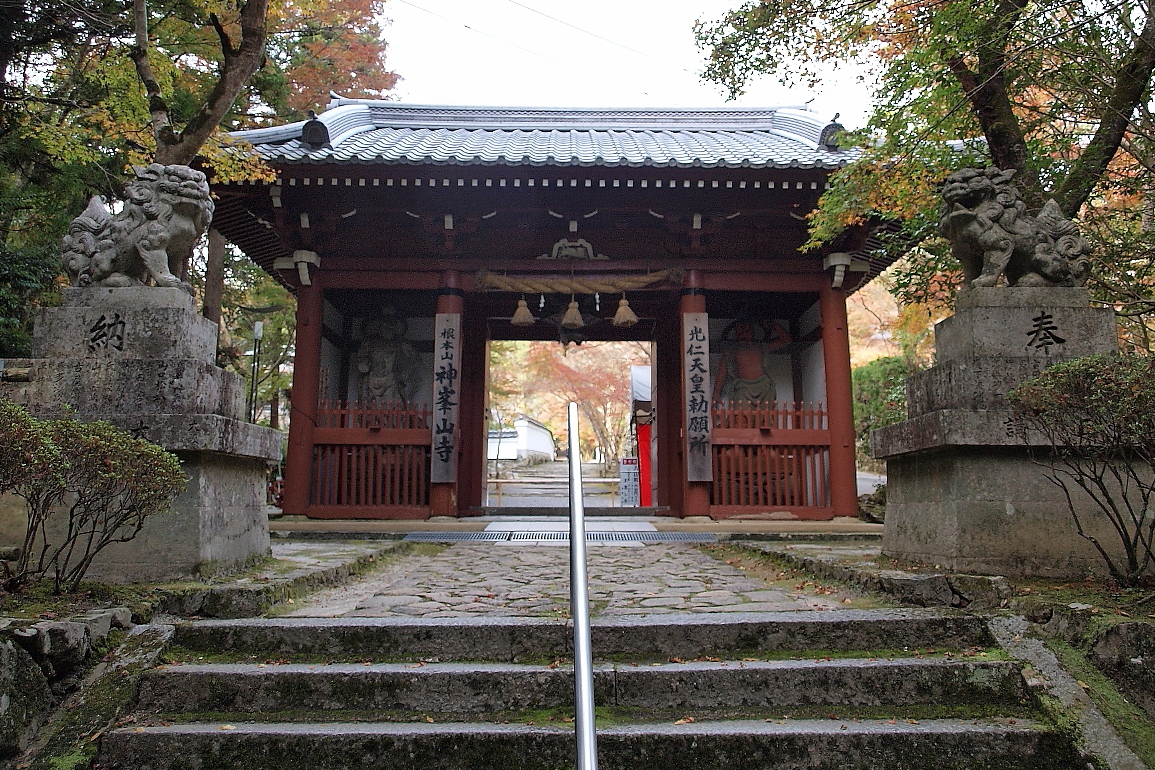
Tempeltor
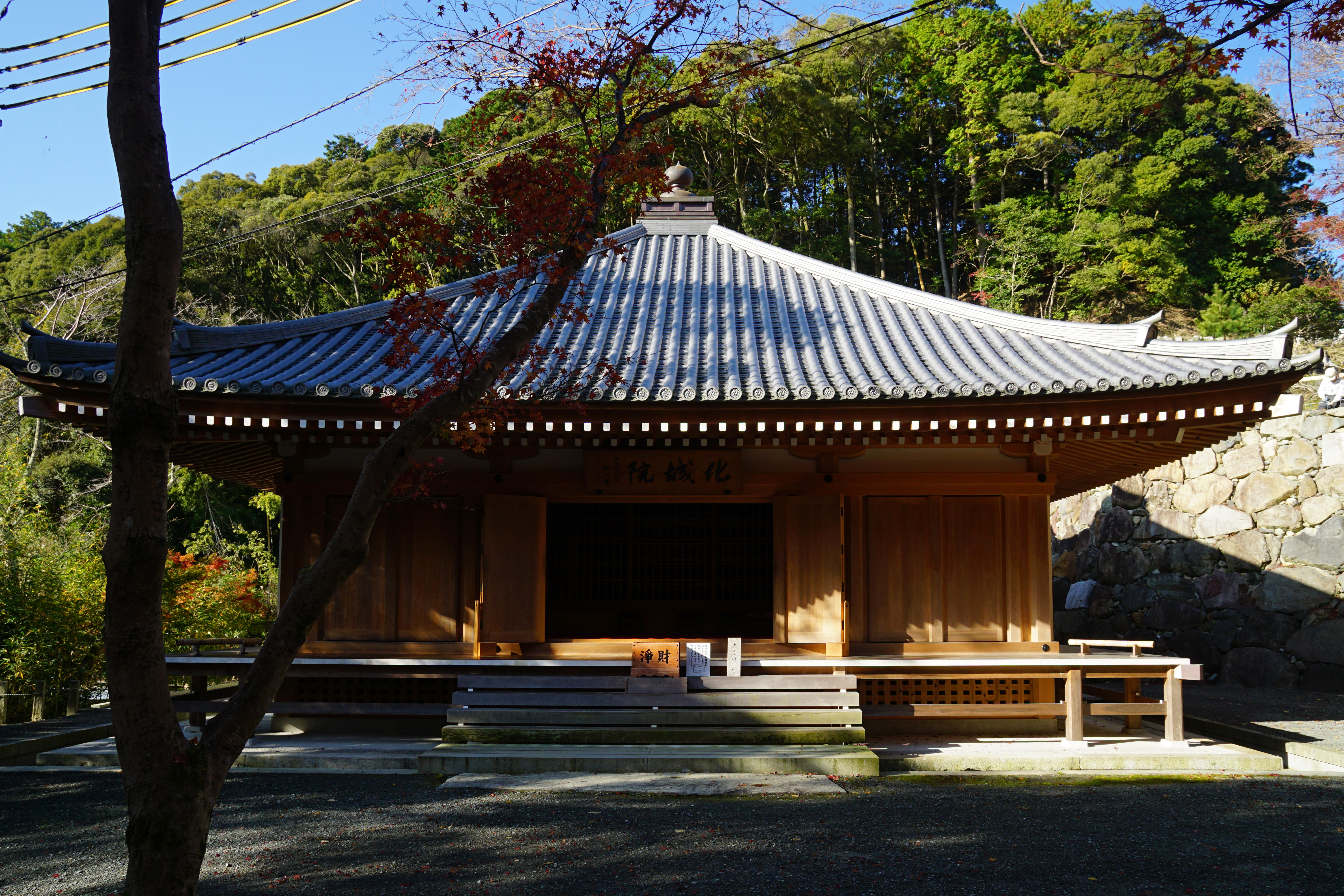
Kejō-in
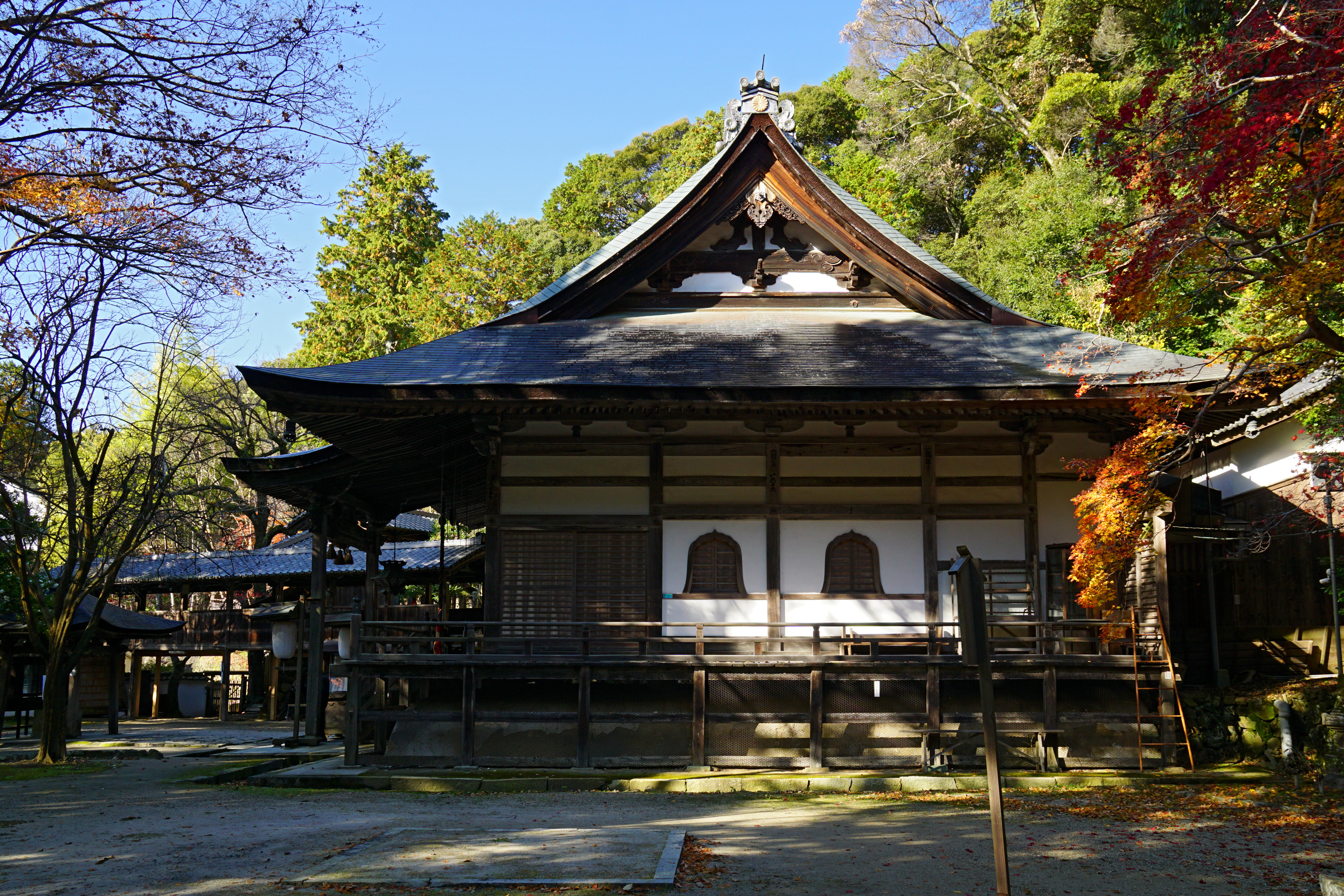
Haupthalle von der Seite
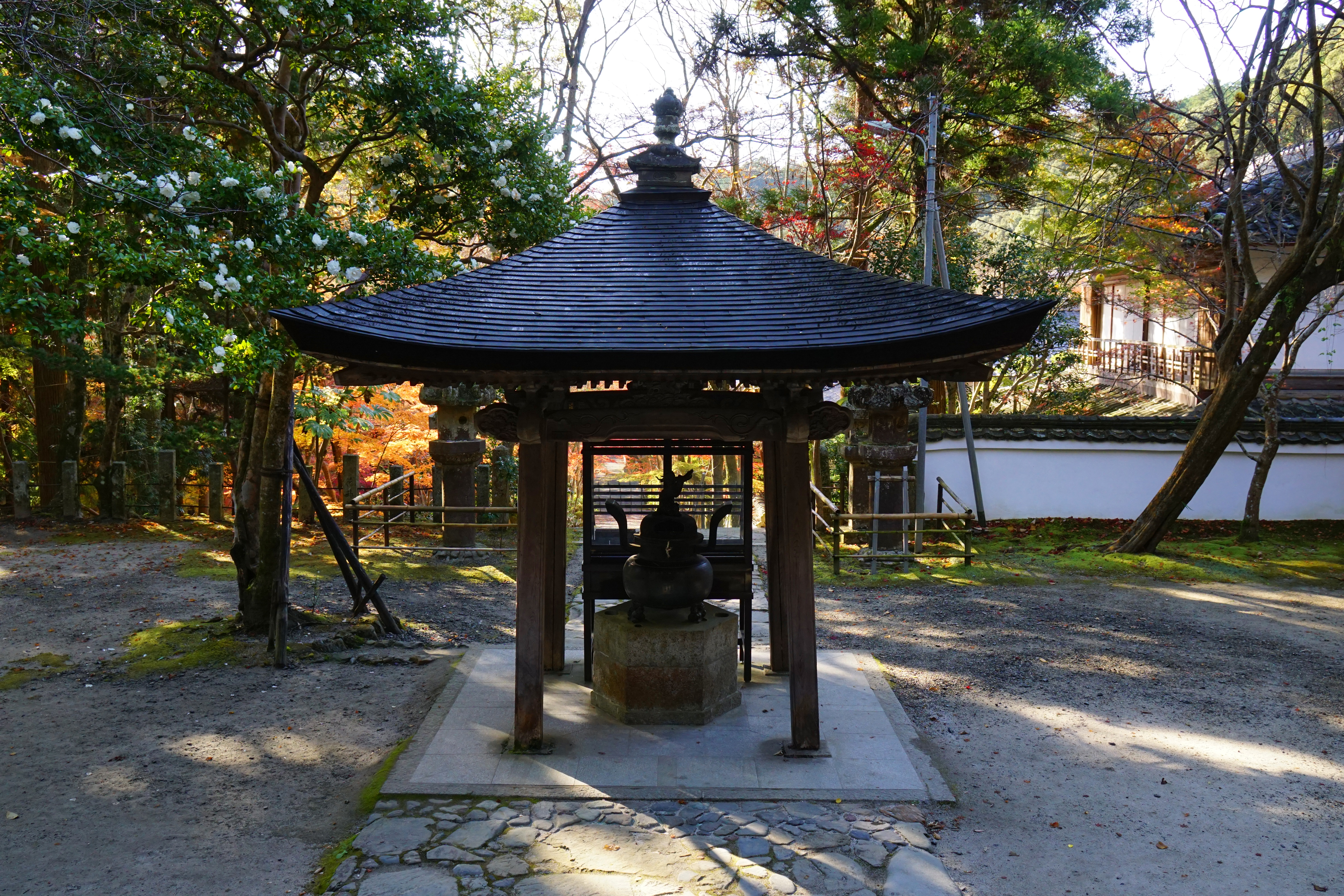
Becken vor der Haupthalle
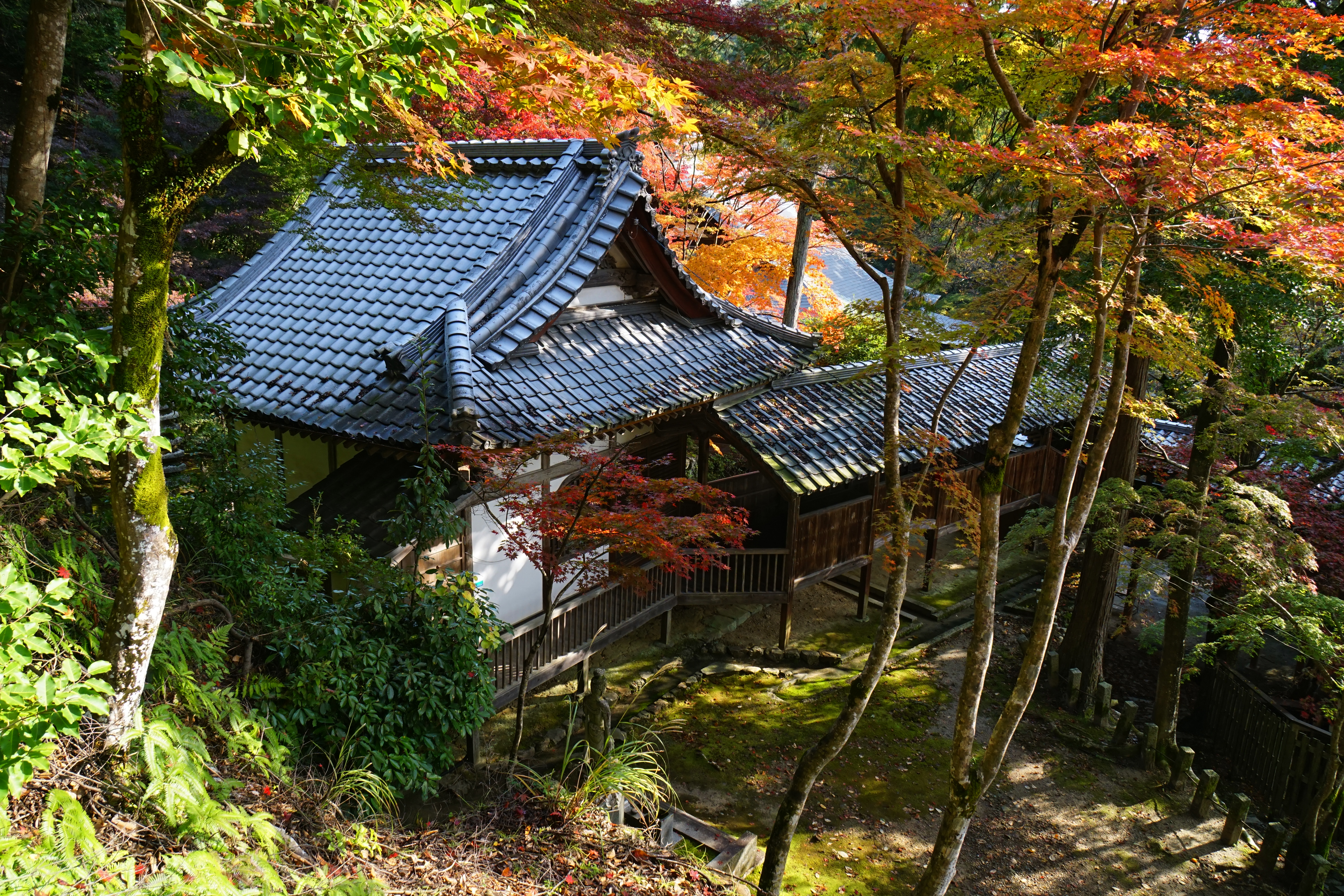
Kannon-Halle
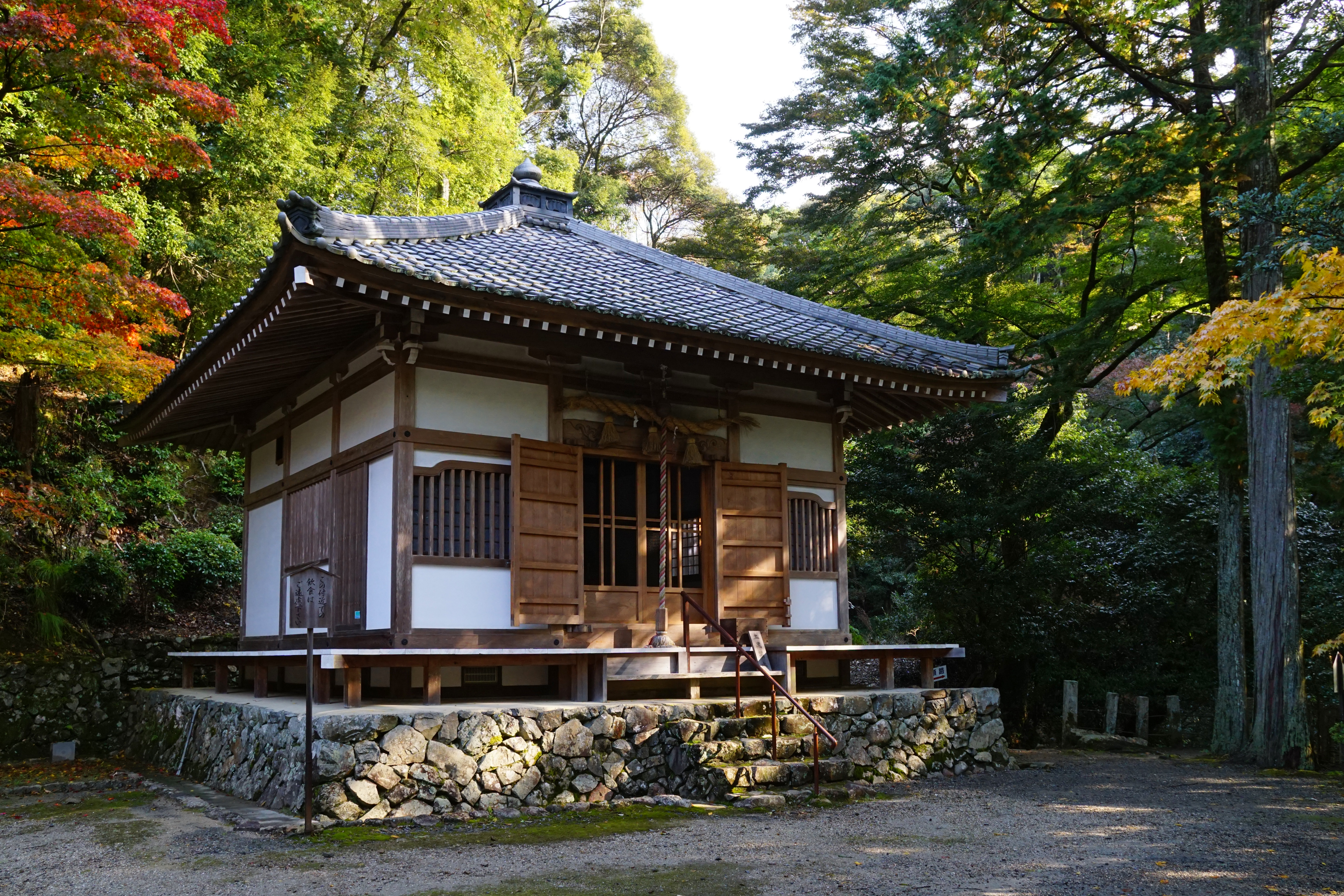
Shaka-Halle